# バレンタイン・キッス
「バレンタイン・キッス」は、日本の女性歌手・国生さゆりの楽曲であり、代表曲でもある。楽曲は秋元康により作詞、瀬井広明により作曲され、国生さゆりwithおニャン子クラブ名義でリリースされている。当時在籍していた女性アイドルグループ・おニャン子クラブからのソロデビューシングルとして1986年（昭和61年）2月1日に発売された。

## 概要
バックコーラス（アンダーガール）は、白石麻子と渡辺美奈代（いずれもおニャン子クラブ所属）が担当した。
曲の部分（メロディ）はもともと、作曲した瀬井広明が当時のCBSソニーに持ち込んだデモテープが発端である。瀬井は「バンドで出したい」と所望するが、ディレクターからは「曲だけ欲しい」と回答した。その結果、国生さゆりのヴォーカルで発売されることになった。
当初C/Wの「恋はRing Ring Ring」でソロデビュー予定だったが、「2月はバレンタインデーだから」という作詞の秋元康の意向で急遽表題曲に変更となり収録したという。
フジテレビ『月曜ドラマランド』エンディングテーマになる。第1回 日本ゴールドディスク大賞 The Best Single of The Year を受賞。コンパクトディスクを模した受賞盾は、現在、瀬井経営のライブバー「Living Bar FI5VE」に飾られている。
初回盤はイエローカラー盤仕様で販売された。予約特典として、国生及びおニャン子メンバーのトークが収録されたソノシートが貰えた。
ジャケット撮影の際は、国生自身がメイクとスタイリングをしたという。
1986年6月末現在でのシングル売上はレコード会社の公称で55万枚。
本曲はクリスマスと共に、一大年中行事と化した2月14日のバレンタインデーの季節には定番の曲として知られる。2000年代末〜2010年代初頭時点では、本曲に加えてPerfumeの「チョコレイト・ディスコ」がバレンタインデーの定番曲として知られる。その一方で、2024年2月8日にフジテレビ系列で放送された『私のバカせまい史』で、番組が調査の一環で「フジテレビでバレンタイン（1月15日から2月14日）にかけられた曲ランキング」を集計したところ、2001年以降現在（2023年）も本曲がトップとなっており、依然としてバレンタインの定番曲として認知され続けている。なお国生本人に入る歌唱印税は年数百円単位であるという。
但し、実際にはバレンタインデーの前日となる2月13日の歌（歌詞参照）である。なお、1986年（昭和61年）2月14日放送の「夕やけニャンニャン」で「明日」の部分を「今日」と歌った。これ以降も、2月14日にこの曲を歌う場合は、同様に変えることがある。また、歌詞のサビの部分では「バレンタインデー・キッス」と繰り返されているが、曲のタイトルは「バレンタイン・キッス」である。
秋元康は、本曲以外にバレンタインソングとして、倉沢淳美の「涙のバレンタインデー」とSKE48の「チョコの奴隷」、HKT48の「お願いヴァレンティヌ」を作詞している。

## リメイク・コラボレーション
2007年には、国生自身によるリメイク版『バレンタイン･キッス 2007』が期間限定でレコ直、ソニーサイト、music.jp、オリコンモバイル他着うたフル、着うた、着ムービー、PVフルで配信された。さらに、フルコーラスではないが、バレンタインデー前日となる2007年2月13日に、テレビ朝日の『ロンドンハーツ』で新バージョンが放送された。
2008年1月16日に、「バレンタイン・キッス 2008」としてCD発売。2008年版の新規録音に加え、2007年版と1986年版をカップリングして収録。2008年に発売したCDジャケット写真は親友である福永恵規がプロデュースし選んだもので、このバージョンのプロデュースはバーニングプロダクションの平野昌一が担当している。2008年2月14日放送の『アイドリング!!! 300回記念バレンタイン生放送スペシャル』では、国生さゆり with アイドリング!!!として「バレンタイン・キッス 2008」を歌った。また同日行われたAKB48の公演にも参加し、記者会見では「今でも現役アイドル」宣言をした。
2010年2月1〜5日、8〜12日放送の『ピラメキーノ』の「ピラメキたいそう バレンタインバージョン」では国生がレギュラーであるはんにゃ、フルーツポンチとともにこの曲の一節を歌っている。
2009年2月14日放送の『中学生日記「バレンタインの放課後」』でエンディング曲として使用された。この回のオープニングでは、国生が「バレンタイン・キッス」の歌詞を朗読している。
2011年2月14日放送の『HEY!HEY!HEY! MUSIC CHAMP 今夜限定!!女だらけの豪華バレンタインSP』では、国生さゆり with 渡り廊下走り隊7としてこの曲を歌った。2012年2月13日放送の『HEY!HEY!HEY! MUSIC CHAMP バレンタイン直前特別企画!恋愛の名曲ランキングSP』では、乃木坂46とのコラボでこの曲を歌った。

## シングル収録曲
| 全作詞: 秋元康、全編曲: 佐藤準。 |                          |        |          |
| #                                | タイトル                 | 作詞   | 作曲     |
| 1.                               | 「バレンタイン・キッス」 | 秋元康 | 瀬井広明 |
| 2.                               | 「恋はRing Ring Ring」   | 秋元康 | 中崎英也 |

## 収録作品
- Pep Talk M-1・2
- MERRY X'MAS FOR YOU M-4（国生・河合その子・城之内早苗・渡辺美奈代・渡辺満里奈によるコラボアルバム）
- GOLDEN☆BEST 国生さゆり SINGLES M-1・2
- PANIC THE WORLD Disc.2 M-2
- 家宝 M-1
- おニャン子クラブA面コレクション Vol.1 M-1
- おニャン子クラブB面コレクション Vol.1 M-2
- おニャン子クラブ大全集 M-1
- 30-35 VOL.3 「おニャン子クラブ」特集 M-1
- おニャン子クラブ大全集 for HiQualityCD 上・下巻 限定CD-BOX（HQ-CD） M-1

## カバー
- 2003年11月19日発売のおニャン子クラブ楽曲のカバーアルバム『おニャン子パンクラブ』で、女性ロックバンドのキッチンゴリラがカバーした。
- 2006年1月18日に発売された、『まんすりぃ 萌音 chapter.6 〜はっぴぃ!バレンタイン〜』の中で、後藤沙緒里がカバーしている。同曲は『まんすりぃ萌音 ぼーかるこれくしょん Vol.2』にも収録されている。
- 2006年1月27日、『Popteen』（角川春樹事務所）専属モデルの益若つばさがメインボーカルを務める音楽グループ「渋谷トランス向上委員会」のデビューシングルとしてカバーされた。
- 2006年2月10日、広瀬香美が東京オペラシティで開催した東京フィルハーモニー交響楽団とのジョイントライブで歌った。
- 2007年2月7日放送の『歌ドキッ!』（テレビ東京系）で矢口真里がカバー。
  - 2007年8月22日発売のDVD『歌ドキッ! POP CLASSICS Vol.4』に収録。
- 2007年に放映された『らき☆すた』では、柊つかさ（声：福原香織）がエンディングの挿入歌として歌っている。同年『TVアニメ『らき☆すた』エンディングテーマ集 〜ある日のカラオケボックス〜』に収録。
- 秋元康プロデュースによる女性アイドルグループ、AKB48が毎年2月14日の公演でカバーしている。国生がオリジナル曲を発売して25年後の2011年には、同グループ内のユニット渡り廊下走り隊7がカバー（→#渡り廊下走り隊7によるカバー）。
- 2009年2月15日に行われた、声優ユニットスフィアのイベント「ミュージックレインgirls 春のチョコまつり」内で同ユニットがカバーした。
- 2009年5月27日に発売された、平井堅のコンセプト・アルバム『Ken's Bar II』のPVで、「My Funny Valentine」と共にカバーされている。
- 2011年5月25日、ゲーム『THE IDOLM@STER 2』の登場人物・水瀬伊織（声：釘宮理恵）が、『THE IDOLM@STER MASTER ARTIST 2 -SECOND SEASON- 01 水瀬伊織』でカバー。
- 2016年1月20日、トミタ栞 feat. Ladybeardによってシングル曲としてカバー。
- 2020年2月12日発売の小倉唯の11th シングル「I・LOVE・YOU!!」のc/w曲としてカバー。
- 2023年2月8日、塩見きらが配信シングルでカバー[13]。
- 2023年2月12日、テレビアニメ『お隣の天使様にいつの間にか駄目人間にされていた件』の登場人物・椎名真昼（声：石見舞菜香）が配信シングルでカバー。
- 2024年2月10日、LAWSON presents トーク＆バラエティイベント 日々荘3号館〜にゃんと楽しいバレンタイン〜において、ミュージックレイン3期生（相川奏多、橘美來、夏目ここな、日向もか、宮沢小春）が同ユニットでカバー。

### テニスの王子様でのカバー
アニメ『テニスの王子様』のキャラクターソングとして、数十回に渡りキャラクター名義でカバーされている。
2004年2月14日に発売された跡部景吾バージョンが初で、それに続いて翌年2月5日に忍足侑士バージョンも発売され、以降2月のバレンタインデーシーズンには、毎年1～2人の出演声優がこの曲をカバーし、シングルCDとして発売するのが恒例となっている。これらのCDジャケットは、キャラクターのポーズと服装が国生版のEPジャケットを忠実に再現したものとなっている。一部を除き、間奏部分でキャラクターによるトークが入るのが恒例である。
2014年2月5日、2004年に発売された跡部景吾バージョンから数えて連続カバー10周年になった事を記念し過去にリリースした音源をまとめたベストアルバム『バレンタイン・キッス ハッピー・バレキス・ザ・ベスト』をリリース、同作には青春学園のキャラクターでは2人目となる菊丸英二が歌うカバー音源を新録楽曲として収録。なおアルバム収録だった大石・宍戸及び同日発売の向日が歌うシングル音源は未収録となっている。
前述の跡部・忍足を含め、カバーをしたキャラクター（声優）を以下に記す。
| 発売年月日    | キャラクター名 | 担当声優     | コーラス                                         | 備考 |
| ------------- | -------------- | ------------ | ------------------------------------------------ | --- |
| 2004年2月14日 | 跡部景吾       | 諏訪部順一   | 樺地崇弘（鶴岡聡）、忍足侑士（木内秀信）         | オリコンウィークリーチャートで14位獲得。 |
| 2005年2月5日  | 忍足侑士       | 木内秀信     | 宍戸亮（楠田敏之）、鳳長太郎（浪川大輔）         | |
| 2006年2月1日  | 跡部景吾       | 諏訪部順一   | 同上                                             | 上記2枚は両方とも初回生産限定盤としてリリースされたが、そのために発売後すぐに完売となった店が相次いだため、同年に同じく初回生産限定盤として再リリースされた。                                               |
| 2006年2月1日  | 忍足侑士       | 木内秀信     | 同上                                             | 上記2枚は両方とも初回生産限定盤としてリリースされたが、そのために発売後すぐに完売となった店が相次いだため、同年に同じく初回生産限定盤として再リリースされた。                                               |
| 2006年2月8日  | 宍戸亮         | 楠田敏之     | 宍戸亮（楠田敏之）                               | ソロ名義のアルバム「ZERO」 の初回生産完全限定版の隠しトラックとして収録されている。 また、シングルではなくアルバムで歌われたのは今回が初である。                                                            |
| 2007年2月14日 | 真田弦一郎     | 楠大典       | 仁王雅治（増田裕生）、柳生比呂士（津田英佑）     | 立海大附属中学校から初となるシングルリリース。 |
| 2007年4月25日 | 大石秀一郎     | 近藤孝行     | 仁王雅治（増田裕生）、柳生比呂士（津田英佑）     | ソロ名義のアルバム「月の軌道」のボーナストラックに収録。このシリーズにしては珍しく2月発売ではない。青春学園のキャラクターでは初。音源は真田のものであるため、コーラスが唯一他校のキャラクターとなっている。 |
| 2008年2月14日 | 甲斐裕次郎     | 中村太亮     | 木手永四郎（新垣樽助）、知念寛（末吉司弥）       | 甲斐が沖縄の中学生という設定かつコーラス担当声優が沖縄出身であるため、メロディに三線や合の手等で沖縄風のアレンジが加えられている。                                                                          |
| 2009年2月4日  | 白石蔵ノ介     | 細谷佳正     | 千歳千里（大須賀純）、一氏ユウジ（熊渕卓）       | 四天宝寺中学から初となるシングルリリース。 |
| 2010年2月3日  | 日吉若         | 岩崎征実     | 樺地崇弘（鶴岡聡）、忍足侑士（木内秀信）         | 新規のレコーディングでの2バージョン同時発売は初となる。 |
| 2010年2月3日  | 仁王雅治       | 増田裕生     | 真田弦一郎（楠大典）、柳蓮二（竹本英史）         | 新規のレコーディングでの2バージョン同時発売は初となる。 |
| 2011年1月22日 | 鳳長太郎       | 浪川大輔     | 樺地崇弘（鶴岡聡）、忍足侑士（木内秀信）         | 初めて1月に発売される。 |
| 2011年1月22日 | 福士ミチル     | 岸尾だいすけ |                                                  | 初めて1月に発売される。 |
| 2012年2月1日  | 木手永四郎     | 新垣樽助     | 甲斐裕次郎（中村太亮）、田仁志慧（上田燿司）     | 沖縄県の中学生という設定上、コーラスが沖縄県の名産物になっている（新垣発案）。 |
| 2013年1月30日 | 佐伯虎次郎     | 織田優成     | 天根ヒカル（竹内幸輔）、樹希彦（蓮岳大）         | 六角中学からは初となるシングルリリース。 |
| 2014年2月5日  | 菊丸英二       | 高橋広樹     | チョコレーツ                                     | ベストアルバム『バレンタイン・キッス ハッピー・バレキス・ザ・ベスト』内の新録楽曲として収録。コーラスを担当したチョコレーツは菊丸がファンと言う設定の女性アイドル3人組。                                    |
| 2014年2月5日  | 向日岳人       | 保志総一朗   | 樺地崇弘（鶴岡聡）、忍足侑士（木内秀信）         | ベストアルバム『バレンタイン・キッス ハッピー・バレキス・ザ・ベスト』と同日発売。跡部ver.と同じく間奏トークがない。                                                                                         |
| 2015年1月28日 | 手塚国光       | 置鮎龍太郎   | 不二周助（甲斐田ゆき）、河村隆（川本成）         | 青春学園からは初となるシングルリリース。またこの年よりCDジャケットでキャラクターが着用しているパーカーが、国生さゆりのパロディではなくオリジナルデザインになっている。                                      |
| 2016年1月27日 | 幸村精市       | 永井幸子     | 丸井ブン太（高橋直純）、仁王雅治（増田裕生）     | 初の女性メインボーカルによるカバー。 |
| 2017年1月25日 | 越知月光       | 川上貴史     | 毛利寿三郎（野島健児）                           | U-17高校生からのシングルリリースは初となる。 |
| 2018年2月14日 | 千石清純       | 鳥海浩輔     | 亜久津仁（佐々木望）、壇太一（小林由美子）       | 山吹中学からのシングルリリースは初となる。 |
| 2019年1月30日 | 不二周助       | 甲斐田ゆき   | 不二裕太（冨田真）、不二由美子（甲斐田ゆき）     | |
| 2020年1月29日 | 丸井ブン太     | 高橋直純     | ジャッカル桑原（檜山修之）、仁王雅治（増田裕生） | 令和初の発売となる。 |
| 2021年1月27日 | 忍足謙也       | 福山潤       | 四天宝寺中                                       | |
| 2022年1月26日 | 越前リョーマ   | 皆川純子     |                                                  | |
| 2023年1月25日 | Q・P           | 斎賀みつき   |                                                  | U-17海外代表からのシングルリリースは初となる。 |
| 2024年1月31日 | 大石秀一郎     | 近藤孝行     |                                                  | 新規のレコーディングでの2バージョン同時発売。 |
| 2024年1月31日 | 宍戸亮         | 楠田敏之     |                                                  | 新規のレコーディングでの2バージョン同時発売。 |
| 2025年2 月5日 | 毛利寿三郎     | 野島健児     |                                                  | |

## 渡り廊下走り隊7によるカバー
日本の女性アイドルグループAKB48の派生ユニット・渡り廊下走り隊7は、「バレンタイン・キッス」をカバーしている。このカバー曲は、国生がオリジナル曲を発売して25年後の2011年2月2日にユニットの7作目のシングルとしてポニーキャニオンから発売された。
多田愛佳、菊地あやか、仲川遥香、平嶋夏海、渡辺麻友の5人で活動していたユニット「渡り廊下走り隊」に岩佐美咲、小森美果の2人が加わり、ユニット名を「渡り廊下走り隊7」と改めてから初のシングル曲である。
楽曲のシングルCDは2種の初回盤（それぞれA、Bと区別されている）、通常盤の計3種類がリリースされた。初回盤AおよびBにはそれぞれ収録内容の異なるDVDが付属している。CDの収録曲およびジャケットは3種類それぞれで異なっている。2種の初回盤および通常盤の初回生産分には特典としてイベント参加抽選シリアルナンバーカード、オリジナル・トレーディングカードが封入されている（オリジナル・トレーディングカードは全7種のうちランダムで1種が封入されており、CDの形態ごとの違いはない）。
キャッチコピーは、「好きな人がいても、いなくても、バレンタインデーは、お祭りだ！」。
カップリング曲「夕陽のいじわる」のPVは、『夜のヒットスタジオ』に渡辺麻友がゲスト出演している設定となっている。岩佐美咲、松原夏海、野中美郷、小森美果がスタジオゲストとして参加、その番組を見ている渡辺の姉役として柏木由紀が声のみ参加。さらに、『夜のヒットスタジオ』のMC役として、井上順と芳村真理がゲスト出演している。音組の制作。振付は西田一生（西田プロジェクト）が担当。
このカバー曲はセブン&アイ・ホールディングス『2.14バレンタインキャンペーン』イメージソングに使用された。

### チャート成績
初動売上は前作の倍以上の9.5万枚となりこれまでの渡り廊下走り隊関連のシングル、アルバムと共に楽曲作品としては最高売上となった。またオリコン週間チャートでは2位を記録し（1位はKAT-TUNのULTIMATE WHEELS）順位、初動売り上げと共に国生さゆりのオリジナル盤に並ぶ記録となった。

### シングル収録トラック

#### 初回盤A
| #  | タイトル                                                      | 作詞   | 作曲       | 編曲     | 時間 |
| -- | ------------------------------------------------------------- | ------ | ---------- | -------- | ---- |
| 1. | 「バレンタイン・キッス」                                      | 秋元康 | 瀬井広明   | 大内正徳 | 3:54 |
| 2. | 「ソミソミラシラ」                                            | 秋元康 | 重永亮介   | 岩田雅之 | 4:05 |
| 3. | 「初恋よ こんにちは」(渡辺麻友、多田愛佳、平嶋夏海、岩佐美咲) | 秋元康 | 前山田健一 | 樫原伸彦 | 3:46 |
| 4. | 「バレンタイン・キッス (Instrumental)」                       |        |            |          |      |
| 5. | 「ソミソミラシラ (Instrumental)」                             |        |            |          |      |
| 6. | 「初恋よ こんにちは (Instrumental)」                          |        |            |          |      |

| #  | タイトル                                    | 作詞 | 作曲・編曲 |
| -- | ------------------------------------------- | ---- | ---------- |
| 1. | 「バレンタイン・キッス Music Video」        |      |            |
| 2. | 「夕陽のいじわるMusic Video」               |      |            |
| 3. | 「バレンタイン・キッス Dance Shot Version」 |      |            |

#### 初回盤B
| #  | タイトル                                                       | 作詞   | 作曲     | 編曲     | 時間 |
| -- | -------------------------------------------------------------- | ------ | -------- | -------- | ---- |
| 1. | 「バレンタイン・キッス」                                       | 秋元康 | 瀬井広明 | 大内正徳 |      |
| 2. | 「ソミソミラシラ」                                             | 秋元康 | 重永亮介 | 岩田雅之 |      |
| 3. | 「パジャマドライブ」(渡辺麻友、仲川遥香、菊地あやか、小森美果) | 秋元康 | 岡田実音 | 高島智明 | 3:55 |
| 4. | 「バレンタイン・キッス (Instrumental)」                        |        |          |          |      |
| 5. | 「ソミソミラシラ (Instrumental)」                              |        |          |          |      |
| 6. | 「パジャマドライブ (Instrumental)」                            |        |          |          |      |

| #  | タイトル                                | 作詞 | 作曲・編曲 |
| -- | --------------------------------------- | ---- | ---------- |
| 1. | 「バレンタイン・キッス Music Video」    |      |            |
| 2. | 「夕陽のいじわる Music Video」          |      |            |
| 3. | 「バレンタイン・キッス メイキング映像」 |      |            |

#### 通常盤
| #  | タイトル                                | 作詞   | 作曲     | 編曲     | 時間 |
| -- | --------------------------------------- | ------ | -------- | -------- | ---- |
| 1. | 「バレンタイン・キッス」                | 秋元康 | 瀬井広明 | 大内正徳 |      |
| 2. | 「ソミソミラシラ」                      | 秋元康 | 重永亮介 | 岩田雅之 |      |
| 3. | 「夕陽のいじわる」(渡辺麻友)            | 秋元康 | 畑野嘉男 | 小西貴雄 | 3:20 |
| 4. | 「バレンタイン・キッス (Instrumental)」 |        |          |          |      |
| 5. | 「ソミソミラシラ (Instrumental)」       |        |          |          |      |
| 6. | 「夕陽のいじわる (Instrumental)」       |        |          |          |      |